# Tatort: Tod aus Afrika
Tod aus Afrika ist ein Fernsehfilm aus der Tatort-Krimireihe. Der vom ORF und Satel Film produzierte Beitrag wurde am 2. Juli 2006 im Ersten zum ersten Mal gesendet. Es ist der 15. Fall des von Harald Krassnitzer dargestellten Wiener Chefinspektors Moritz Eisner.
In dieser 635. Tatort-Folge hat es der Ermittler mit Auftragsmorden zu tun. Flüchtlinge aus Afrika werden von ihren Feinden bis nach Europa verfolgt.

## Handlung
In Tirol wird ein Bewohner eines Asylantenheims grausam erschlagen aufgefunden. Da es sich um eine politisch motivierte Tat handeln könnte, wird Eisner eingeschaltet. Mithilfe eines Dolmetschers versucht er die Mitbewohner des Opfers zu befragen. Da sie alle in einem ehemaligen Gasthof leben, quartiert er sich kurzerhand dort ein um seine Ermittlungen aufzunehmen. Die Befragung der Asylanten ergibt keine Hinweise auf den Täter.
Der Gasthof wird von Frieda Jordan, ihrer Tochter Ingrid und ihrem Schwiegersohn Klaus bewirtschaftet. Eisner beobachtet, wie Klaus mit einem Kleinbus einige Asylbewerber zu einer Baustelle fährt, um sie dort arbeiten zu lassen. Fathima hat er als Putzfrau vermittelt, allerdings soll sie dort zusätzlich sexuelle Dienste leisten, so wie er sich selber regelmäßig an ihr vergreift. Seine Schwiegermutter nutzt nun die Chance ihn loszuwerden und belastet ihn schwer. Unter Mordverdacht wird er festgenommen und abgeführt. Er gibt zu, der Asylantin Ishraga im Wald nachgestiegen und dabei regelrecht über die Leiche gestolpert zu sein. Dadurch seien die belastenden Spuren an seine Kleidung gelangt.
In der Nacht wird der junge Tambour tot aufgefunden. Eisner ist sich sicher, dass es ein Unfall war. Omar Schiowa meint jedoch, dass man den Jungen ganz sicher umgebracht habe. Er offenbart sich Eisner und erklärt: Er und seine Familie kommen nicht aus Somalia, wie sie angegeben hatten, sondern aus dem Sudan. Dort werden sie politisch verfolgt und stehen auf einer Todesliste. Der erste Ermordete wäre sein Bruder gewesen. Wie es aussieht, haben seine Landsleute sie nun gefunden und werden nicht ruhen, bis alle tot sind. Tambour wurde im Sudan als Kindersoldat ausgebildet und hatte den Auftrag Omar umzubringen. Dass er jetzt selber zum Opfer geworden ist, erscheint nicht logisch.
So stellt sich heraus, dass Eisners Dolmetscher Farah den Auftrag, Omar und seine Familie zu töten, an Jaragi, einem Asylwerber aus Tschetschenien, erteilt hatte, der am Ende bei dem Versuch zu fliehen tödlich verunglückt. Farah kann ausfindig gemacht werden und es zeigt sich, dass auch er von Auftraggebern unter Druck gesetzt wurde seine Landsleute zu verraten.

## Hintergrund
Die Dreharbeiten erfolgten vom Österreichischen Rundfunk (ORF) in Zusammenarbeit mit Satel Film und dem Rundfunk Berlin-Brandenburg (RBB) unter dem Arbeitstitel Schwarz wie die Nacht in Hochpillberg im Karwendelgebiet in Tirol.

## Rezeption

### Einschaltquoten
5,12 Millionen Zuschauer sahen die Folge Tod aus Afrika in Deutschland bei ihrer Erstausstrahlung am 2. Juli 2006, was einem Marktanteil von 18,4 Prozent entsprach. Beim Tatortblog erreicht die Episode Platz 751 von 926 möglichen.

### Kritiken
Tilmann P. Gangloff stellt ernüchternd fest: „Zu viele Erzählebenen verstellen den Blick auf das Wesentliche.[…] Ärgerlicher aber ist der Versuch, den Krimi mit allerlei Mätzchen aufzumotzen. Die Musik ist zwar interessant, scheitert aber trotzdem in dem Bemühen, im Verein mit allgegenwärtigen Amuletten der Tiroler Beschaulichkeit eine gewisse ‚Mystery‘Stimmung zu verleihen. Im Gegenteil: Gerade weil sich der Film so prätentiös gibt, wird die Fallhöhe zwischen Wunsch und Wirklichkeit nur noch deutlicher.“
In diesem Tatort „gelingt das paradoxe Kunststück, eine ereignisarme Geschichte im Eiltempo zu überladen“, fanden die Kritiker der Fernsehzeitschrift TV Spielfilm und urteilen: „Erst passiert nichts, dann alles zugleich.“